# Rualena alleni
Rualena alleni is een spinnensoort in de taxonomische indeling van de trechterspinnen (Agelenidae).
Het dier behoort tot het geslacht Rualena. De wetenschappelijke naam van de soort werd voor het eerst geldig gepubliceerd in 1942 door Ralph Vary Chamberlin  & Wilton Ivie.